# Paronychodon
Paronychodon ("vedle drápu a zubu") byl rod teropodního dinosaura, žijícího v období svrchní křídy na území dnešní Montany v USA a na území kanadské provincie Alberta. Je znám jen podle nálezů fosilních zubů, jeho velikost tedy nelze přesněji určit.
Mezi hlavní predátory tohoto menšího teropoda mohl patřit velký tyranosauridní teropod druhu Teratophoneus curriei (geologické souvrství Kaiparowits).

## Historie
Typový druh P. lacustris byl popsán paleontologem Edwardem D. Copem v roce 1876 na základě fosilií, objevených v sedimentech souvrství Judith River. Fosilní zuby potenciálně stejného rodu byly objeveny také v sedimentech geologického souvrství Oldman. Je však považován za nejistý druh vzhledem k fragmentárnosti dochovaného fosilního materiálu. Synonymem tohoto dinosaura je také Zapsalis abradens, podle studie z roku 2013 nejspíš samostatný druh. Je možné, že do tohoto taxonu spadá i rod Euronychodon, známý podle nálezů fosilních zubů z území Portugalska a Uzbekistánu. Podobné fosilie ale známe například také z území Španělska.